# Derek Parra
Pour les articles homonymes, voir Parra.
Derek Parra, né le 15 mars 1970 à San Bernardino, est un patineur de vitesse américain. Il a remporté deux médailles aux Jeux olympiques d'hiver de 2002.

## Palmarès

### Jeux olympiques
- Jeux olympiques d'hiver de 2002 à Salt Lake City :
  -  Médaille d'or sur 1 500 m ;
  -  Médaille d'argent sur 5 000 m.